# Берёзово (аэропорт)
Берёзово — аэропорт в одноимённом посёлке Ханты-Мансийского автономного округа России.

## Показатели деятельности
| год             | 2014 | 2015 | 2016 | 2017 |
| тыс. пассажиров | 43,9 | 38,3 | 34,3 | 33,9 |
| Источники:      |      |      |      |      |